# Син Рюджин
Син Рюджи́н (кор. 신류진?, 申留眞?; род. 17 апреля 2001, Сеул), более известная мононимно как Рюджи́н, — южнокорейская певица, рэпер и танцовщица. Является ведущим танцором и вокалисткой гёрл-группы Itzy.

## Биография

### 2001—2018: Начало карьеры
Родилась 17 апреля 2001 года в Сеуле. С детства любила выступать, её образцом для подражания была певица и актриса Ли Хёри.
Син Рюджин приняла участие в деятельности южнокорейской мужской группы GOT7, а вскоре после этого стала участником-стажёром в звукозаписывающей компании JYP Entertainment. В 2017 году она снялась в короткометражном фильме бой-бэнда BTS, связанного с их синглом «LOVE YOURSELF: Highlight Reel», в котором сыграла роль близкой подруги Пак Чимина и Чон Хосока. В октябре 2017 года Рюджин приняла участие в кастинге для реалити-шоу MIXNINE и успешно его прошла. По причине того, что мужская группа выиграла у женской группы, участница выбыла из реалити-шоу. По оценкам, считается, что Рюджин заняла первое место среди девушек.
В 2018 году, появилась новость в виде слухов о составе новой женской группы, созданной JYP Entertainment, и Рюджин была  в списке предполагаемых участниц этой группы.

### 2019—2021: Дебют в Itzy
20 января 2019 года подтвердилось её участие в составе новой группы, которая получила название Itzy.
12 февраля 2019 года группа дебютировала с песней «Dalla Dalla» и сингловым альбомом It’z Different.
7 февраля 2020 года Рюджин вместе с одногруппницей Чхэрён, окончила Халлимскую школу искусств.

## Фильмография

### Телевизионные шоу
| Год  | Название  | Телеканал | Примечание                    |
| ---- | --------- | --------- | ----------------------------- |
| 2017 | «MIXNINE» | JTBC      | Премьера 29 октября 2017 года |

| Год  | Название                                        | Телеканал                      | Примечания                    |
| ---- | ----------------------------------------------- | ------------------------------ | ----------------------------- |
| 2019 | «Itzy? Itzy!»                                   | Naver TV Cast, V Live, YouTube | Премьера 20 февраля 2019 года |
| 2019 | «I See Itzy»                                    | Naver TV Cast, V Live, YouTube | Премьера 7 августа 2019 года  |
| 2019 | A to Z <M2 Special – Itzy Vlog> «Itzy in Paris» | M2                             | Премьера 14 ноября 2019 года  |
| 2019 | Itzy It’z Tourbook                              | Naver TV Cast, V Live, YouTube | Премьера 13 декабря 2019 года |
| 2020 | 100 Hours of Romantic Travel «Paris et Itzy»    | M2                             | Премьера 21 января 2020       |

### Музыкальные клипы
| Год  | Название       | Кор. Название            | Примечания          |
| ---- | -------------- | ------------------------ | ------------------- |
| 2019 | DALLA DALLA    | 달라달라                 | Премьера 10 февраля |
| 2019 | ICY            | 아이시                   | Премьера 28 июля    |
| 2020 | WANNABE        | 워나비                   | Премьера 9 марта    |
| 2020 | Not Shy        | 부끄러워하지 않는        | Премьера 17 августа |
| 2021 | In the Morning | 마.피.아. In the morning | Премьера 30 апреля  |
| 2021 | Break Ice      |                          | Премьера 1 июля     |
| 2021 | LOCO           |                          | Премьера 24 декабря |